# بيني (سلسلة متاجر)
بيني هي سلسلة متاجر ألمانية تبيع المنتجات الغذائية بأسعار مخفضة. يقع مقر السلسلة التجارية في ألمانيا ويبلغ عدد المتاجر التي تديرها نحو 3550 متجرًا. تأسست السلسلة على يد مجموعة ليبراند في عام 1973, ومنذ عام 1989، أصبحت مملوكة بالكامل لمجموعة ريوي.

شعار سلسلة متاجر بيني.

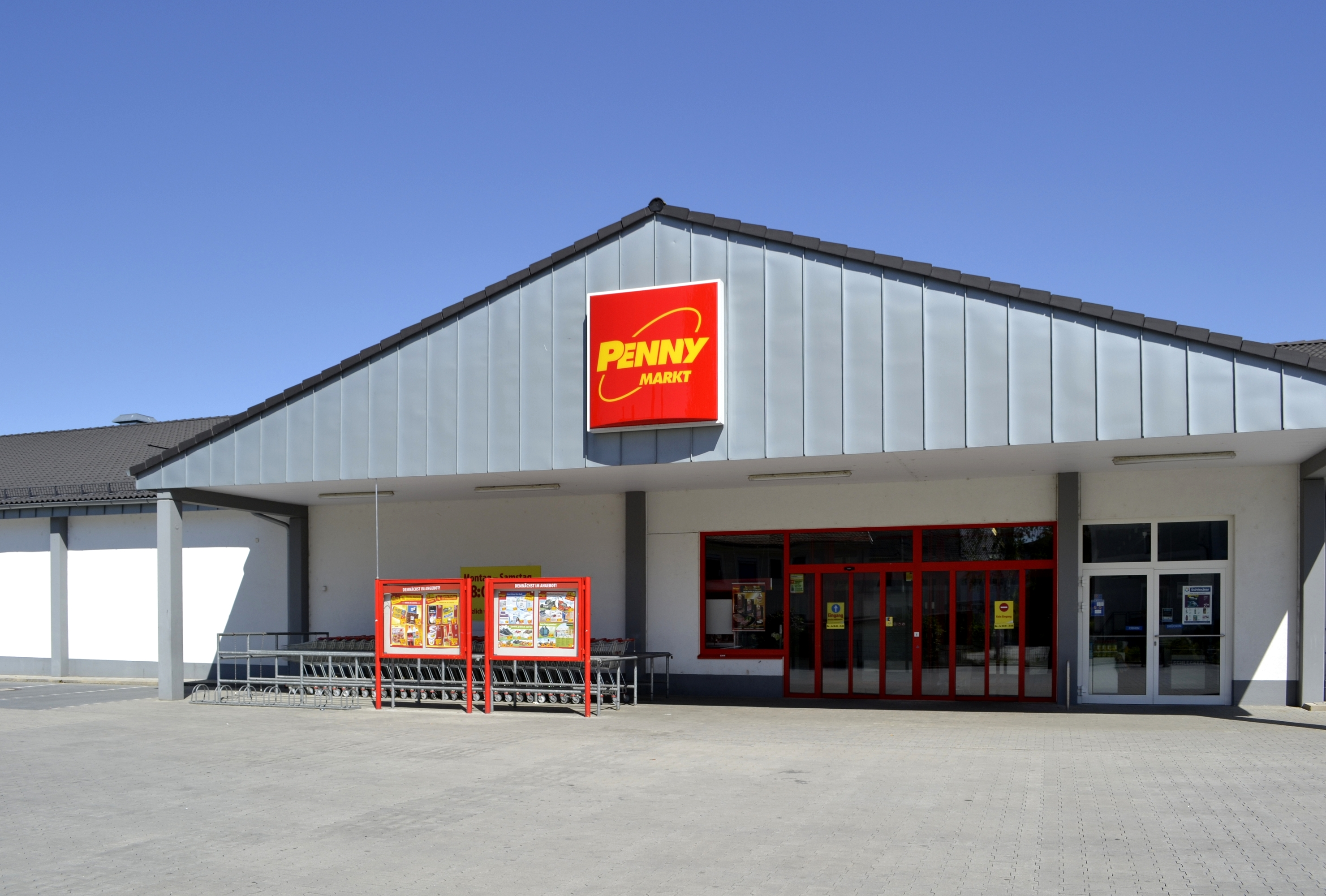
مدخل أحد متاجر بيني. يظهر شعار بيني القديم على واجهة المدخل.

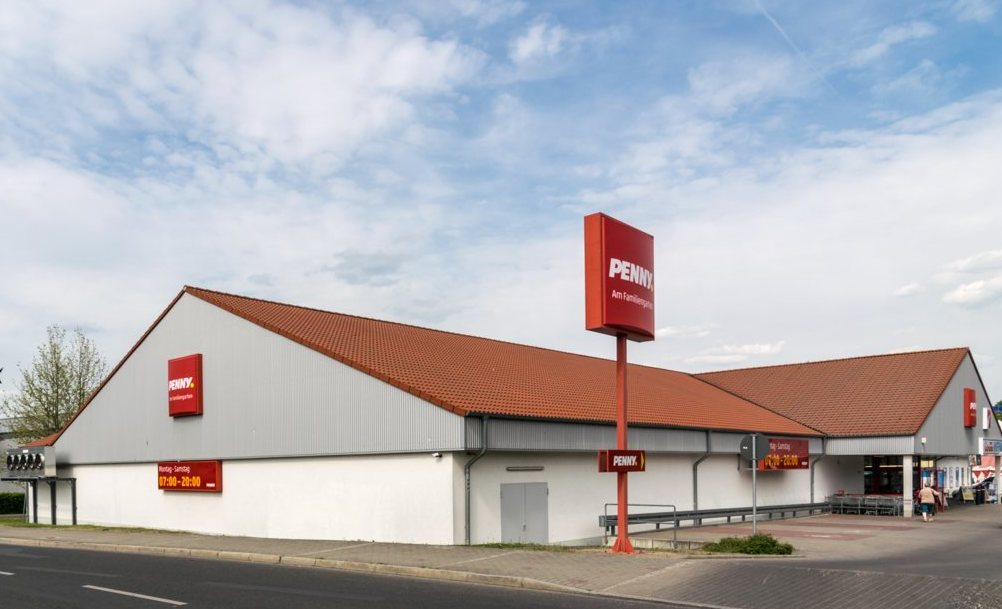
أحد متاجر بيني. يظهر الشعار الحديث لسلسلة متاجر بيني على المتجر.

## التموضع
| الدولة             | عدد المتاجر |
| ------------------ | ----------- |
| النمسا             | 290         |
| الجمهورية التشيكية | 370         |
| ألمانيا            | 2,250       |
| هنغاريا            | 233         |
| إيطاليا            | 365         |
| رومانيا            | 416         |

- خرجت سلسلة بيني من السوق البلغارية في 31 أكتوبر 2015.

## المنتجات
يُقدّم "بيني" تشكيلة واسعة من المنتجات الغذائية التقليدية كما هو الحال في معظم متاجر التجزئة العاملة في ألمانيا، ويغطي نطاقًا متنوعًا يشمل الخضروات والفواكه الطازجة، واللحوم ومشتقات الألبان، والمعلبات، والسلع اليومية الأخرى. يقدم بيني أيضا عدد من المنتجات الخاصة ذات العلامات التجارية المملوكة له، والتي تُباع حصريًا داخل فروعه. تعد هذه الأصناف خيارًا منخفض السعر ومنافسًا للعلامات التجارية العالمية.

## المخبوزات
تقدم سلسلة متاجر بيني مجموعة من المخبوزات الطازجة التي تُخبز يوميًا داخل المتاجر أو يتم توريدها من أفران مختارة، وتشمل الخبز والمعجنات وقطع بيتزا الطازجة. تُعرض المخبوزات بنظام الخدمة الذاتية، حيث تُرتَّب في خزائن زجاجية مخصصة، ويقوم الزبون باختيار ما يشاء منها بنفسه، ثم يتوجّه إلى نقطة الدفع لسداد قيمتها. 

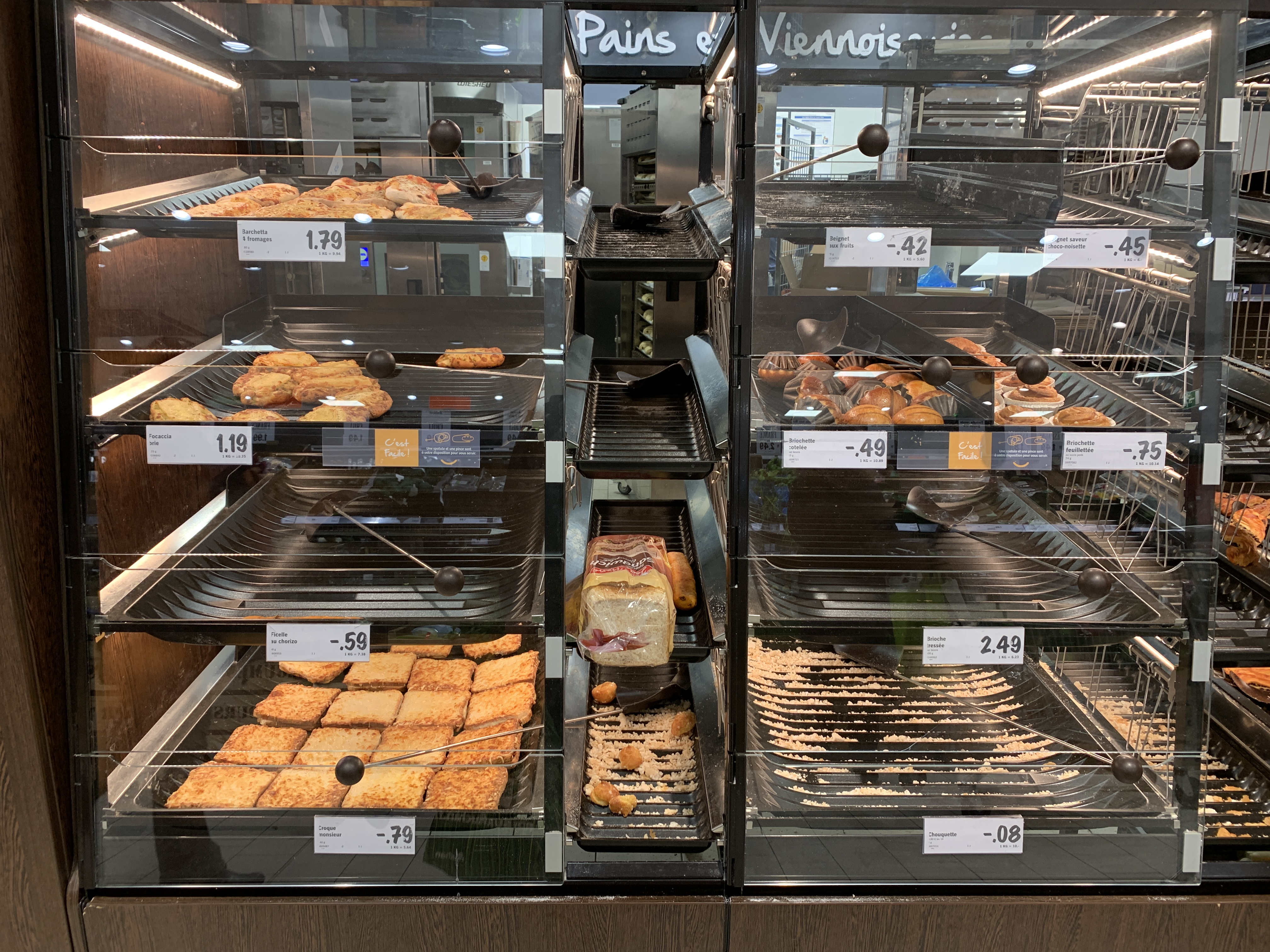
مثال على طريقة بيع المخبوزات (الصورة من متجر ليدل وليس بيني لكن النظام مشابه).

## تغيير الشعار

الشعار الجديد.

اعتمدت سلسلة بنّي شعارها الظاهر في الصورة أدناه خلال الفترة الممتدة من عام 2002 حتى عام 2014. يتميز هذا الشعار بخلفيته الحمراء الصارخة التي تعكس الطابع الديناميكي والجاذبية البصرية، مع اسم "بيني" مكتوبًا باللغة الألمانية بأحرف صفراء عريضة. تغير الشعار لاحقا من ناحية خط الكتابة والألوان المعتمدة, فأصبح أبيضا وبسيطا كما هو ظاهر في الصورة أعلاه.

الشعار القديم.